# رهاب المخاوف
رهاب المخاوف أو رهب الرهبات هو الخوف من الرهابات , وبالأخص من الأحاسيس الداخلية المرافقة للرهاب والقلق